# A-jolle
A-jollen är en norsk lågprisjolle baserad på optimistjollen, och den tillverkas fortfarande tillverkas i viss omfattning. Grundiden var att skapa en billig och enkel jolle för barn, och då optimistjollen på 1940-talets slut tillverkades av plywood blev den väl dyr, så till A-jollen användes istället Huntonitt, ett bark-baserat material från Hunton fabrikker. En monteringsfärdig A-jolle kostade år 1955 340 norska kronor.
A-jollen fick sin nuvarande utformning i mitten av 1950-talet av Hans H. Riddervold och Rudolf Olssen på Aftenposten (därav namnet), en tidning som sedan ägnade jollen en del uppmärksamhet. I sitt ursprungliga utförande är A-jollen byggd spririggad. I dag säljs den även med trekantigt storsegel och en liten fock.
I Sverige är optimistjollen sedan länge den dominerande segeljollen för barn.